# Guillaume Viltard
Guillaume Viltard (* 1975 in der Elfenbeinküste) ist ein französischer Jazz- und Improvisationsmusiker (Kontrabass).

## Leben und Wirken
Viltard wuchs im Norden der Cote d'Ivore auf; nach der Rückkehr seiner Familie nach Frankreich spielte er in der Improv-Szene von Lyon (u. a. mit Heddy Boubaker, Nusch Werchowska, Isabelle Duthoit, Alexandre Kittel, Catherine Jauniaux, Jean Pallandre, Mathias Pontévia, Etienne Brunet, Soizic Lebrat, Sébastien Coste) und arbeitete außerdem mit Tänzern und Lyrikern zusammen. 2007 zog er nach London, wo er u. a. mit Eddie Prévost, dem London Improvisers Orchestra (Lio Leo, Leon), im Trio mit Tony Marsh und Shabaka Hutchings sowie mit François Carrier (Shores and Ditches, 2011) arbeitete.
2009 legte er das Soloalbum Running Away vor, gefolgt von Lost Tracks at Dawn (Earshots! Recordings, 2014).